# Rezepte pur
REZEPTE pur ist eine monatlich erscheinende Food-Zeitschrift, die von der Bauer Media Group herausgegeben wird.  Redaktionssitz ist Hamburg. Ressortleiterin ist Karina Bárany.

## Inhalt und Schwerpunkte
REZEPTE pur legt den Schwerpunkt auf schnelle, einfache und preiswerte Kochrezepte.

## Auflage und Verbreitung
Die Zeitschrift erreicht eine verkaufte Auflage von 145.630 (Stand: 2/2009, Quelle: IVW) und erreicht damit rund 0,26 Millionen Leser (Stand: 2/2009.), im Januar 2012 nur noch eine Auflage von gut 126.000 Stück.